# Ołeh Pestriakow
Ołeh Ihorowycz Pestriakow, ukr. Олег Ігорович Пестряков, ros. Олег Игоревич Пестряков, Oleg Igorjewicz Piestriakow (ur. 5 sierpnia 1974 w Eupatorii, obwodzie krymskim) – ukraiński piłkarz, grający na pozycji pomocnika, trener piłkarski.

## Kariera piłkarska

### Kariera klubowa
Wychowanek Szkoły Piłkarskiej w Eupatorii. Pierwszy trener – Ołeh Wełykorodny. Potem uczył się w Internacie Sportowym w Symferopolu. Rozpoczął karierę piłkarską w klubie Jawir Krasnopole. W 1994 został zaproszony przez trenera Mychajła Fomenka do CSKA-Borysfena Kijów. Latem 1996 postanowił spróbować swoich sił w mistrzostwach Rosji. Najpierw bronił barw CSKA Moskwa, ale nie potrafił zostać piłkarzem podstawowej jedenastki, a od 1997 klubu Rostsielmasz Rostów nad Donem. W 2000 powrócił do Ukrainy, gdzie został piłkarzem Szachtara Donieck. W donieckim klubie występował przez 2 lata. Na początku 2003 rozegrał 3 mecze w składzie Spartaka Moskwa. Następnie bronił barw klubów Metałurh Zaporoże, Tawrija Symferopol i Arsenał Kijów. Latem 2006 zakończył karierę piłkarską w Tawrii.

### Kariera reprezentacyjna
W 1995 występował w młodzieżowej młodzieżowej reprezentacji Ukrainy.

## Kariera trenerska
Po zakończeniu kariery zawodniczej szkoli młodzież w Akademii Piłkarskiej Szachtara Donieck.

## Sukcesy i odznaczenia

### Sukcesy klubowe
- mistrz Ukrainy: 2002
- wicemistrz Ukrainy: 2000, 2001